# Nikola Vujnović
Nikola Vujinovič (in cirillico: Никола Вујновић?; Cettigne, 11 gennaio 1997) è un calciatore montenegrino, attaccante del Partizani Tirana.

## Caratteristiche tecniche
È un centravanti.

## Carriera

### Club
Cresciuto nel settore giovanile del Radnički Obrenovac, nel 2014 è stato acquistato in prestito dal Rad Belgrado con cui ha esordito nella prima divisione serba in occasione dell'incontro perso 2-1 contro la Stella Rossa.
Acquistato dal Villarreal nel 2015, ha trascorso 3 anni nella terza squadra ed uno nella formazione riserve prima di trasferirsi al Podgorica, dove ha giocato una stagione da protagonista segnando 7 reti in 31 presenze.
Nel 2020 è stato acquistato dal Voždovac. Il 15 febbraio 2022 viene girato in prestito allo Sporting K.C. fino al termine della stagione 2022.

### Nazionale
Il 7 ottobre 2020 ha debuttato con la nazionale montenegrina giocando da titolare l'amichevole pareggiata 1-1 contro la Lettonia.

## Statistiche

### Cronologia presenze e reti in nazionale
| Cronologia completa delle presenze e delle reti in nazionale ― Montenegro | Cronologia completa delle presenze e delle reti in nazionale ― Montenegro | Cronologia completa delle presenze e delle reti in nazionale ― Montenegro | Cronologia completa delle presenze e delle reti in nazionale ― Montenegro | Cronologia completa delle presenze e delle reti in nazionale ― Montenegro | Cronologia completa delle presenze e delle reti in nazionale ― Montenegro | Cronologia completa delle presenze e delle reti in nazionale ― Montenegro | Cronologia completa delle presenze e delle reti in nazionale ― Montenegro |
| Data                                                                      | Città                                                                     | In casa                                                                   | Risultato                                                                 | Ospiti                                                                    | Competizione                                                              | Reti                                                                      | Note                                                                      |
| ------------------------------------------------------------------------- | ------------------------------------------------------------------------- | ------------------------------------------------------------------------- | ------------------------------------------------------------------------- | ------------------------------------------------------------------------- | ------------------------------------------------------------------------- | ------------------------------------------------------------------------- | ------------------------------------------------------------------------- |
| 7-10-2020                                                                 | Podgorica                                                                 | Montenegro                                                                | 1 – 1                                                                     | Lettonia                                                                  | Amichevole                                                                | -                                                                         | 57’                                                                       |
| 11-11-2020                                                                | Podgorica                                                                 | Montenegro                                                                | 0 – 0                                                                     | Kazakistan                                                                | Amichevole                                                                | -                                                                         | 56’                                                                       |
| 4-9-2021                                                                  | Eindhoven                                                                 | Paesi Bassi                                                               | 4 – 0                                                                     | Montenegro                                                                | Qual. Mondiali 2022                                                       | -                                                                         | 77’                                                                       |
| 13-11-2021                                                                | Podgorica                                                                 | Montenegro                                                                | 2 – 2                                                                     | Paesi Bassi                                                               | Qual. Mondiali 2022                                                       | 1                                                                         | 62’ 68’                                                                   |
| 16-11-2021                                                                | Podgorica                                                                 | Montenegro                                                                | 1 – 2                                                                     | Turchia                                                                   | Qual. Mondiali 2022                                                       | -                                                                         | 66’                                                                       |
| Totale                                                                    |                                                                           | Presenze                                                                  | 5                                                                         |                                                                           | Reti                                                                      | 1                                                                         |                                                                           |